# 歓喜天
歓喜天（かんぎてん、梵：Nandikeśvara、ナンディケーシュヴァラ、歓喜自在天とも）は、仏教の守護神である天部の一つ。ヒンドゥー教のガネーシャに相当する尊格で、ガネーシャと同様に象の頭を持つ。
梵語ではヴィーナヤカ（Vināyaka、音写：毘那夜迦、びなやか / びなやきゃ）、またはガナパティ（Gaṇapati、音写：誐那鉢底 / 誐那缽底、がなばち / がなはってい / がなぱてい）と呼ばれるほか、大聖歓喜天（だいしょうかんぎてん）、大聖歓喜双身天王、聖天（しょうでん、しょうてん ）等とも称される。
象頭人身の単身像と立像で抱擁している象頭人身の双身像の2つの姿の形像が多いが、多くは厨子などに安置され、秘仏として扱われており一般に公開されることは少ない。稀に人頭人身の形像も見られる。

## 由来

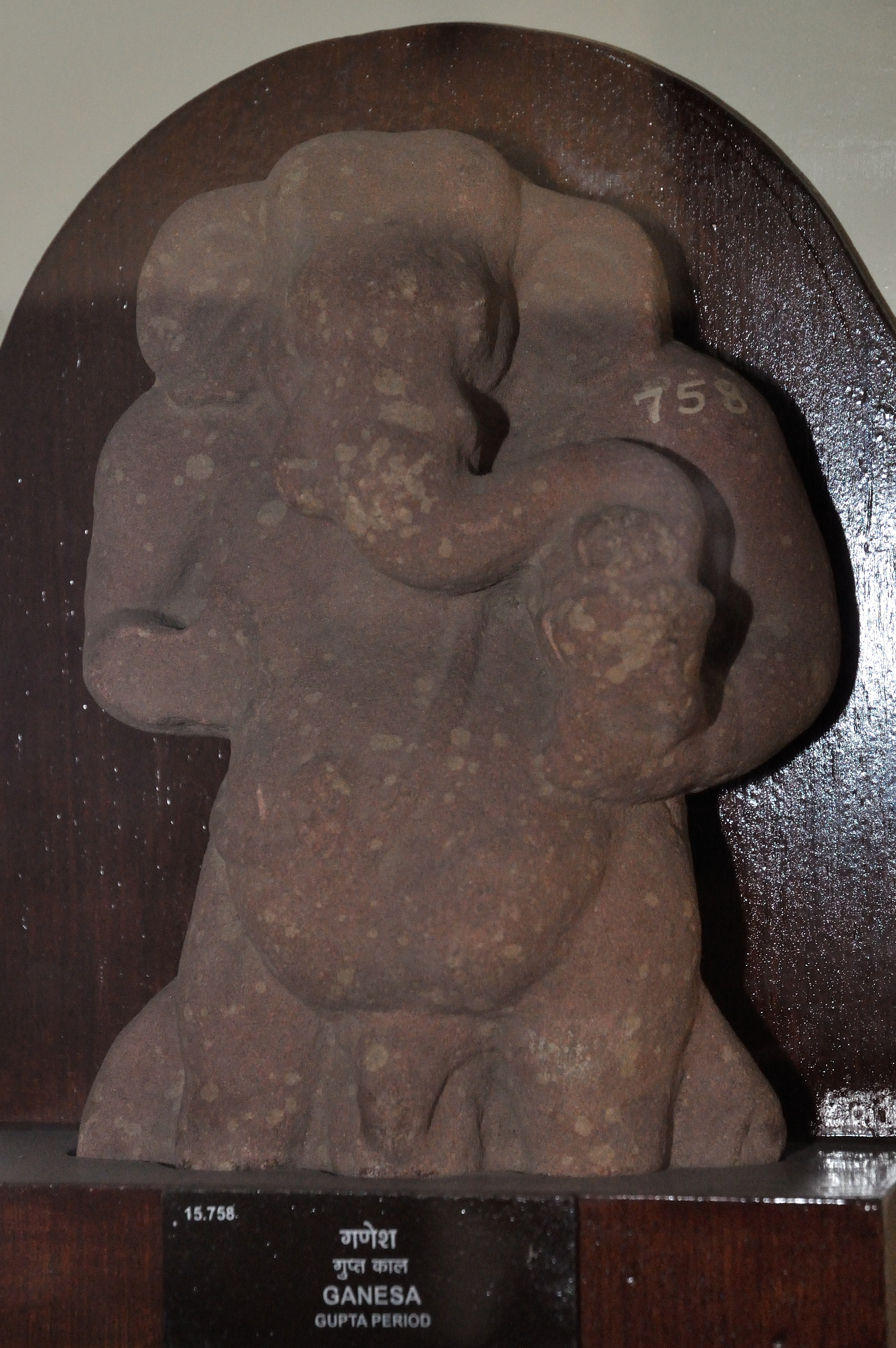
ガネーシャ像
（マトゥラー出土、4～6世紀）

ヒンドゥー教の神・ガネーシャ（Gaṇeśa、群集の長）と同じ起源を持つ。
ガネーシャの起源はヴィナーヤカ群（梵：Vināyaka）と呼ばれる、『黒ヤジュル・ヴェーダ』所属の家庭儀礼綱要書『マーナヴァ・グリヒヤスートラ』（Mānava-Gṛhyasūtra、前7世紀～前3世紀頃）や叙事詩『マハーバーラタ』に登場する四つの鬼神にあると考えられている。この四つの鬼神はやがて一つの神格へと融合され、プラーナ文献においてはシヴァ神に仕える魔物の群衆（gaṇa、ガナ）の長（Gaṇapati、ガナパティ）となり、そして最終的にシヴァの息子とされるようになった。もともとはヴィグネーシュヴァラ（Vighneśvara、障害の主）という名前の通り障害を司る神であったが、やがて障害を除いて財福をもたらす神として広く信仰された。

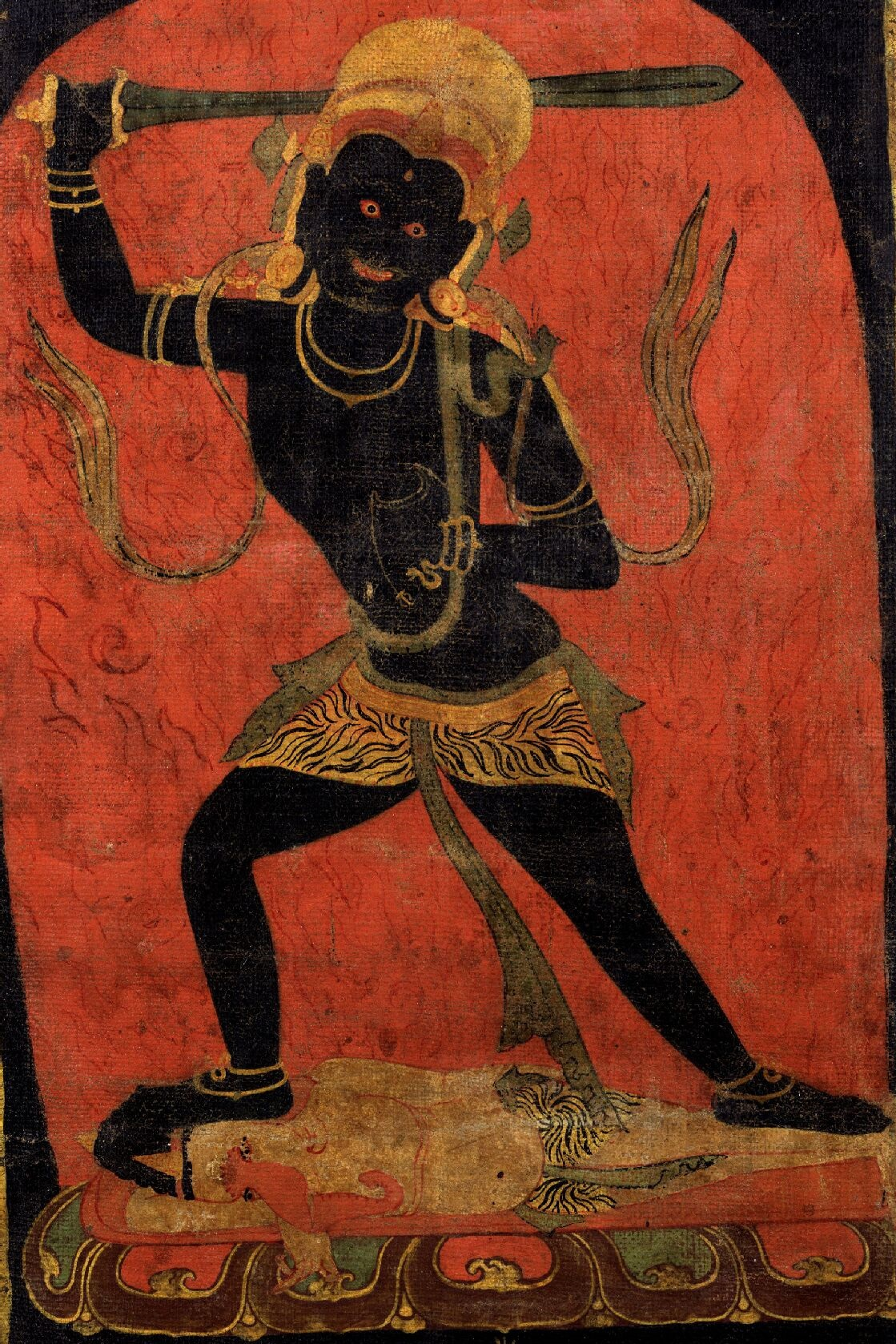
象頭のヴィグナラージャ（障礙の王）を踏むアチャラナータ（不動明王）
（チベット、12世紀頃）

仏教に取り入れられたヴィナーヤカ（毘那夜迦と音写）も当初は「障礙をもたらす悪神」として認識された。『大毘盧遮那成仏神変加持経』（大日経）入漫茶羅具縁真言品第二余に「彼（か）れ護心を住するによって あらゆる障を為す者 毘那夜迦等の 悪形の諸（もろもろ）の羅刹 一切皆退き散る 真言を念ずる力の故に（由彼護心住 所有為障者 毘那夜迦等 悪形諸羅刹 一切皆退散 念真言力故）」とあり、一行筆受の『大日経疏』は毘那夜迦を「即ち是れ一切の障を為す者、此の障は皆妄想心より生ず」と解説している。ネパールやチベットの仏教美術ではヴィナーヤカは障礙の化身として（ヴィグナラージャ、Vighnarāja、「障礙の王」の意）マハーカーラ（大黒天）やアチャラ（不動明王）のような忿怒尊に踏まれている姿に描かれることもある。
時間が経つにつれて、仏教のヴィナーヤカはヒンドゥー教のガネーシャと同様に最終的に悪神から障害を取り除く仏教に帰依した護法善神へと転じた。護法神であるヴィナーヤカ（毘那夜迦天、歓喜天）は、ヒマラヤ山脈のカイラス山（鶏羅山）で9千8百の諸眷属を率いて三千世界と仏法僧の三宝を守護するとされる。悪神が十一面観音菩薩によって善神に改宗し、仏教を守護し財運と福運をもたらす天部の神とされ、日本各地の寺院で祀られている。
一般的な抱擁している象頭人身の双身像の場合、頭部に冠を付けている方が十一面観音で、その十一面観音に抱擁されながらも足を踏まれている方が毘那夜迦王とされる。

## 名称
「聖天」の「聖」の字は、歓喜天の本身（大日如来もしくは観自在菩薩）を表すという。

## 経典

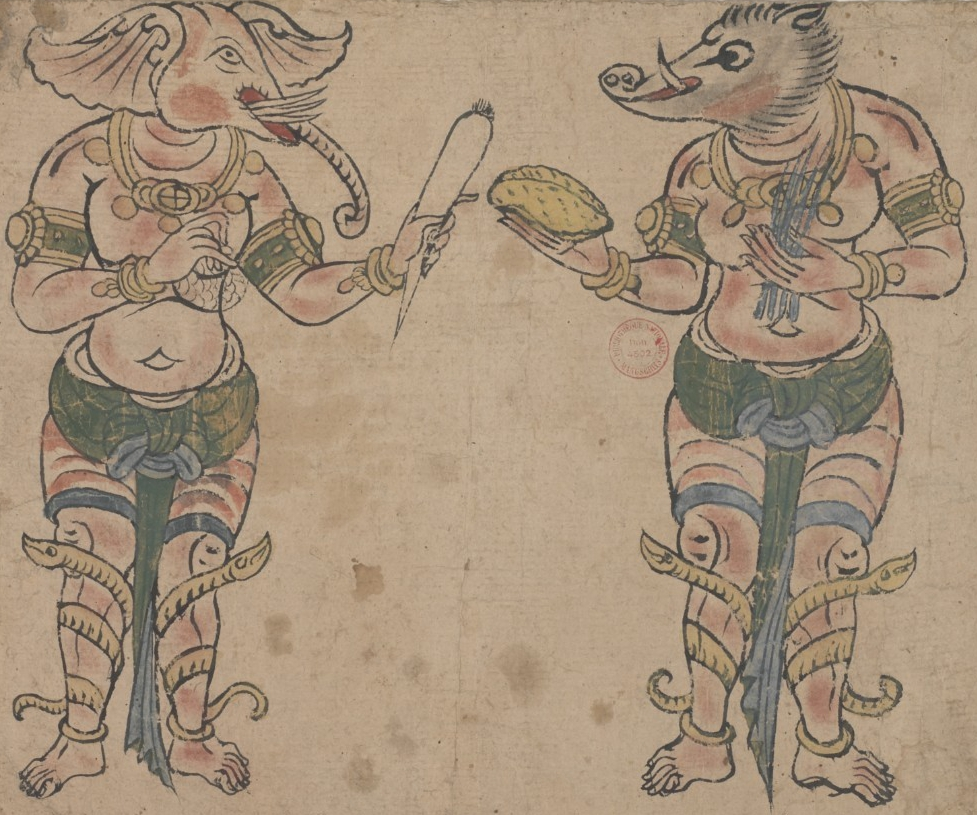
蘿蔔根（大根）を持つ毘那夜迦天とモーダカ（歓喜団）を手にする猪頭の女天
（敦煌出土、10世紀頃）

歓喜天（毘那夜迦）を説く経典には、以下のものがある。
- 『使咒法経』（唐・菩提流支訳、大正蔵1267）
- 『大使咒法経』（唐・菩提流支訳、大正蔵1268）
- 『仏説金色誐那鉢底陀羅尼経』（唐・金剛智訳、大正蔵1269）
- 『大聖歓喜双身大自在天毘那夜迦王帰依念誦供養法』（唐・善無畏訳、大正蔵1270）
- 『大聖天歓喜双身毘那夜迦法』（唐・不空訳、大正蔵1266）
- 『摩訶毘盧遮那如来定恵均等入三昧耶身双身大聖歓喜天菩薩修行秘密法儀軌』（唐・不空訳、大正蔵1271）
- 『毘那夜迦誐那鉢底瑜伽悉地品秘要』（唐・含光[注 1]記、大正蔵1273）
- 『大聖歓喜双身毘那夜迦天形像品儀軌』（唐・憬瑟撰、大正蔵1274）
- 『聖歓喜天式法』（唐・般若惹羯羅撰、大正蔵1275）
- 『金剛薩埵説頻那夜迦天成就儀軌経』（宋・法賢訳、大正蔵1272）
- 『権現金色迦那婆底九目天法』（菩提留支訳、卍続蔵経185）

## 教義・解釈
東密・台密ともに、大日如来が方便のため、権現として毘那夜迦天になったと解釈されている。欲望を抑えきれない類の衆生に対して、まずは願望を成就させてあげることで心を静めさせて仏法へ心を向かわせる。訳経僧不空の弟子に当たる唐の含光法師は、その著述で「聖天の利生方便は自余の仏神を超過し、二世の悉地を得ること、この尊に如くはなし。」と讃嘆している。
含光記『毘那夜迦誐那鉢底瑜伽悉地品秘要』（以下『瑜伽悉地品秘要』）では、器に非ざる者には妄りに伝授してはならず、器に撰ばれざる人物は障難が有り、智者は迦誐那鉢底の法を修めて速やかに悉地（siddhi、成就）を得ると説かれている。

## 説話

### 毘那夜迦王と扇那夜迦王

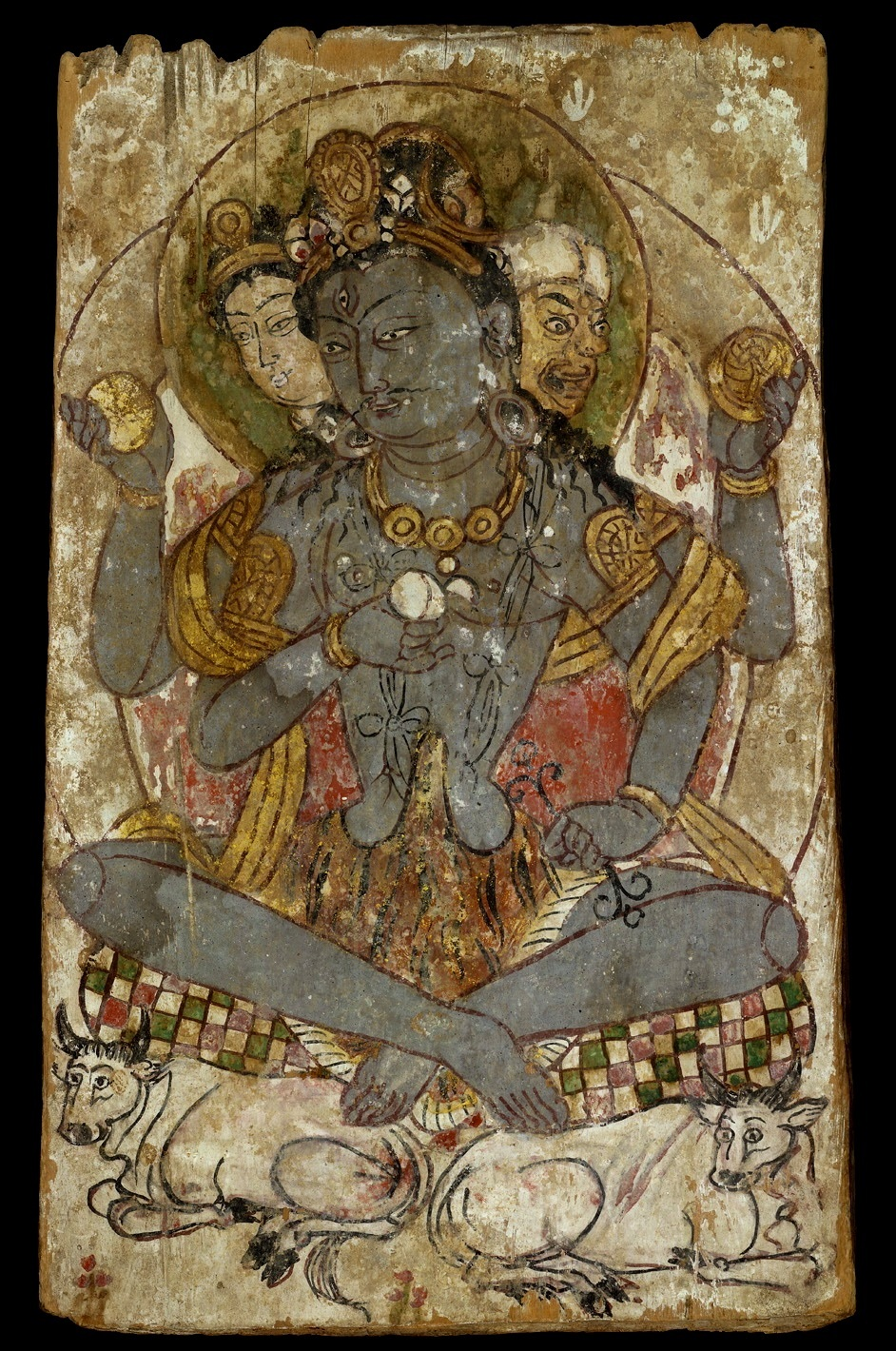
大自在天（マヘーシュヴァラ）
（ダンダン・ウィリク出土、6～8世紀頃）

善無畏訳『大聖歓喜双身大自在天毘那夜迦王帰依念誦供養法』は双身歓喜天像の由来を以下のように説く。
摩醯首羅大自在天王の妻・烏摩女は3,000の子をもうけた。左から生まれた1,500の子は毘那夜迦王を長子とし、あらゆる悪事を働いた。いっぽう扇那夜迦持善天（せんなやかじぜんてん、梵：Senanāyaka、セーナナーヤカ）を長とする右の1,500の子は善行を修めた。観音菩薩の化身であった扇那夜迦王は、毘那夜迦王の悪行を鎮めるために最初はその兄弟となり、そして次に女天として毘那夜迦王と夫婦となって、「相抱同体」の形を示現せしめたという。

### 摩羅醯羅州の人食い王

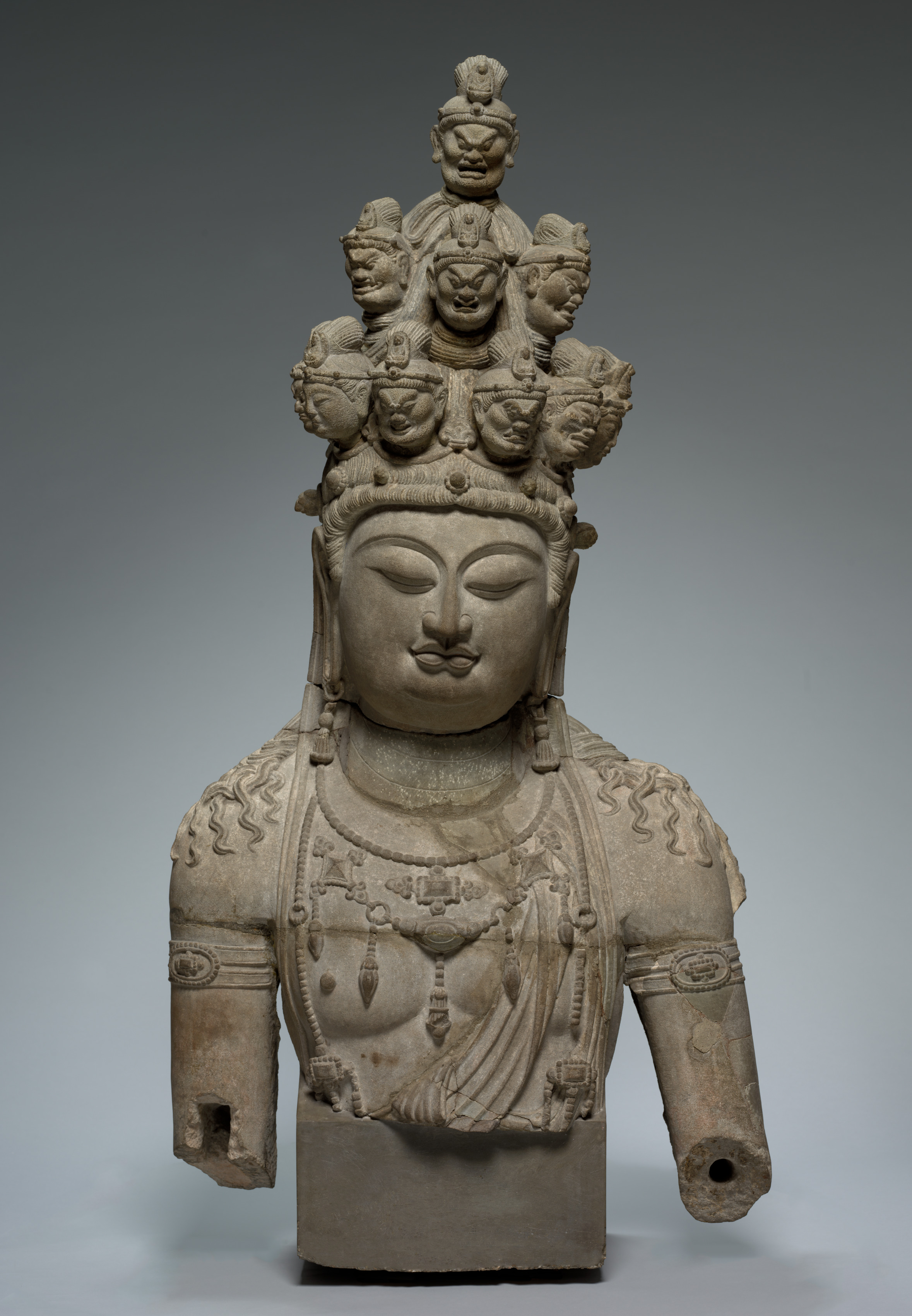
十一面観音

真言僧の覚禅（1143～？）が撰述した『覚禅抄』には以下の話が述べられている。
摩羅醯羅（まらけいら）州という国には王がいた。大根と牛肉ばかり食していたため、やがて国中に牛がいなくなった。すると王は次に死人の肉を食べ始め、それも少なくなると生身の人間を食べるようになった。国の人々は王を討伐しようとしたところ、王は「大鬼王毘那夜迦」に変じて、眷属共々飛び去り、姿を消した。その後、王の呪いで国中に疫病が流行ったので、人々は十一面観音に助けを求めた。十一面観音は毘那夜迦女の姿を取って王の前に現れ、悪を捨てるよう説得した。心変わりした王は大いに歓喜して、疫病を終息させた。こうして国に平和が戻り、人々が安穏に暮らすようになったという。

### 鼻長大臣

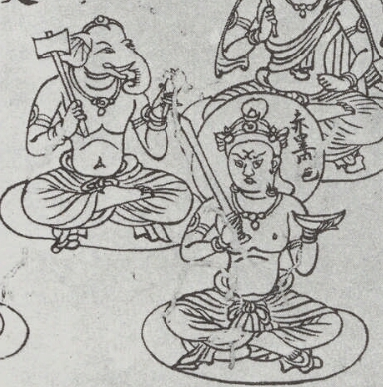
摩訶迦羅天（大黒天）と毘那夜迦天

天台僧・光宗（1276～1350）撰『渓嵐拾葉集』には以下の説話がある。
南天竺国に意蘇賀大臣（鼻長大臣とも）という大臣がいて、王妃と不倫の関係をもった。それを知り激怒した王は大臣を殺そうと図り、象の肉を混ぜた毒酒を大臣に飲ませた。王妃の助言を受けた大臣は鶏羅山（カイラス山）へ逃げ込み、そこで油を浴び羅蔔根（大根）を食した。すると毒は消えて大臣は命を取り留めることができた。怒りに満ちた大臣は「大障礙神」となろうと誓願し、大荒神毘那夜迦に身を変じて、五億八千那由他の眷属を率いて王宮に乱入した。大臣のもとに赴いた王妃は「悪の心を翻して大慈悲の心を生みなさい」と大臣に勧告したところ、大臣はそれに従い慈悲の心を生もうと誓った。王妃は大臣に身を任せると、大臣は歓喜の心を生じて王妃を抱いたという。

### 毘那夜迦女に変じた観音菩薩
頼瑜撰『秘鈔問答』における「聖天縁起」は以下のとおりである。
「毘那夜迦」という山（象頭山、障礙山とも）に大勢の毘那夜迦が住んでいた。その長である歓喜王は、当時まだ仏法に帰依していなかった大自在天に衆生の精気を奪い、あらゆるさまたげをなすよう命じられた。その時、観自在菩薩が毘那夜迦婦女（障母女）の姿をとり、歓喜王のもとに赴いた。一目ぼれした歓喜王はこの美女を抱きたいと欲したが、障母女は私の教えに従って仏教を守護するように求めた。王はこの美女の要求を承諾し、そして美女を抱いて交わると歓喜を得た。これにより、歓喜王は仏法に信奉し、併せて仏教の護法神となったという。

## 形像

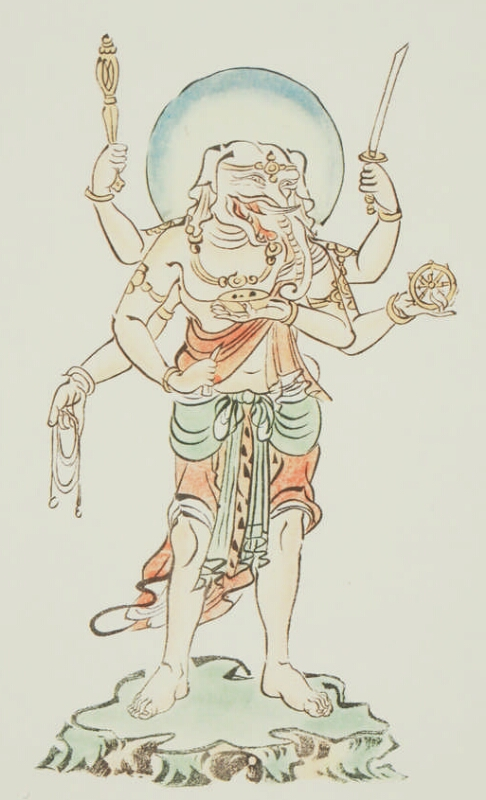
六臂単身の聖天
（高野山真別所円通寺本『図像抄』より）

### 概要
象頭人身の形像が多いが、人頭人身の形像もある。『大聖歡喜雙身毘那夜迦天形像品儀軌』等に基づいて、男天・女天2体の立像が向き合って抱擁している歓喜仏的なものが通例である。
双身歓喜天像（男天・女天2体の立像が向き合って抱擁している）の場合、形像の特徴としては、頭部が相手の右肩に乗せられている。もしくは、頭部が2体とも同じ方向を向いている姿が多い。
ヒンドゥー教のガネーシャ神と同様に単体多臂像（腕が4本または6本）もあるが、造像例は少ない。

### 象頭の意義
象頭である理由は、『瑜伽悉地品秘要』によれば、「佛菩薩の権現にて、作障者を正見に誘入せんが爲（ため）に象頭を現す。即（すなわ）ち象は瞋恚強力（しんにごうりき）ありと雖（いえど）も、能（よ）く養育者及び調御者に随（したが）ふ。此の尊然（しか）り。障身を現せども、能（よ）く 歸依（きえ）の人（ひと）乃至（ないし）歸佛（きぶつ）者に随うと云えり。」と記されている。

### 作例
日本仏教には珍しく、後期密教の無上瑜伽やタントラ教の歓喜仏を連想させるような男天・女天が抱擁し合う表現を含むため、双身歓喜天像は秘仏とされて一般には公開されないのが普通である。
歓喜天の彫像は、円筒形の厨子に安置された小像が多く、浴油供によって供養することから金属製の像が多い。現存最古とされるのは金剛寺（高幡不動）の歓喜天木像だが、かろうじて木像であることがうかがえる程度の状態である。鎌倉市宝戒寺の歓喜天像は高さ150センチを超す木像で、制作も優れ、日本における歓喜天像の代表作といえ、国の重要文化財に指定されているが、秘仏とされ公開されていない。

## 両界曼荼羅
両界曼荼羅に描かれているものは、すべて単身の二臂像である。金剛界曼荼羅では、外院二十天 北方に位置し、胎蔵界曼荼羅には、大自在天の化身の伊舎那天の眷属として、最外院 北方東部にある。

## 他の仏尊との関係

歓喜童子（童子形の聖天）

『瑜伽悉地品秘要』では、誐那缽底（Gaṇapati）の法を修めたい者は、先ず毘盧遮那仏（大日如来）・観世音菩薩・軍荼利菩薩（軍荼利明王）の三尊を崇敬・礼拝すべきと説かれている。これに併せて、毘盧遮那五字真言（ア・ビ・ラ・ウン・ケン）、観世音十一面毘倶胝諸仏所説真言、軍荼利菩薩除障難真言が記されている。
チベット仏教（蔵密）では軍荼利明王が歓喜天を調伏した姿で表現されることがあり、軍荼利明王は歓喜天を支配するとされる。

## 修法
- 日本の密教（東密・台密）では、歓喜天を本尊とした修法として、歓喜天法（聖天法）がある。

- 師僧から弟子へ歓喜天の修法を伝授するとき、供物である歓喜団（歓喜丸・聖天団子）の製法（作り方）を教える。

- 修法（供養法）は、聖天供（歓喜天供）と称され、浴油供（よくゆく）・華水供（けすいく）・酒供（しゅく）などがある。修法を行うときには、円形の円壇を用いる。方壇（四角形の壇）を用いる場合は、供物を円形に並べて供える。方壇の上にさらに円壇を設ける場合もある。壇上に安置されている歓喜天の背後に、生花を挿した華瓶（けびょう）を一口（1個）を置く。修法中、祈願が遅いときは、軍荼利明王の真言、障礙のあるときは十一面観世音菩薩の真言を唱える。

- 歓喜天を祀る寺院には鳥居が設けられていることがあり、鳥居及び歓喜天を祀る建物に注連縄を見受けることがある。

- 歓喜天を寺院の本尊の脇壇などに祀っている場合は、供花・供物を供えるだけで、歓喜天法を修していない寺院が多い。これは、歓喜天への修法は厳格な決まりがあり、例えば、一度浴油を行うと、定期的に行わなければならず、浴油の停止が出来ないためである。

- 寺院では、歓喜天を単独に祀らず、必ず、歓喜天の周辺に、十一面観世音菩薩を祀る。

- 寺院において、素材・大きさなどの理由から、浴油に適さない歓喜天を祀る場合は、別に浴油専用の歓喜天と共に祀る。

- 聖天念珠という「本連の片房」の念珠。母珠が一つある。「弘法大師御請来型」の念珠とほぼ同型であり、歓喜天の「浴油供」で行われる「数取り」に最適であるとされる。浴油供に用いるには、ふさわしい念珠とも言える。

### 浴油供
油で歓喜天を沐浴させる。銅器に清浄な油を入れて適温（人肌）に暖めて、その油を柄杓などで汲んで、歓喜天の像に油を注ぐ。108回を単位として、1日に7回行う。

### 華水供
浴油供に対する供養法。初夜（午後6時～10時）の供養法。天部の諸尊は、午後には食を摂らないので、飲食物を供えずに、寅の刻（午前2時～4時）に汲んだ水を意味する、井華水（せいかすい）、（華水〈けすい〉とも言う。）を閼伽香水（あかこうずい）として供える。もしくは、その水に花を浮かべて供え、供養する。なお、古来、寅の刻に汲んだ水は水量が盛んで、水に虫が湧（わ）いていないといわれ、極めて清浄な水であるため、諸仏諸尊に供する水として最適であるとされている。

### 酒供
酒器に酒をいれて歓喜天に供えることを言う=酒器に（香酒）を入れて歓喜天に供えて息災を祈る法である。
水歓喜天供
歓喜天の障疑をこうむり、修法が成就しない際、または障疑を被らぬよう定期的にこの法を行うことがある。香水を十一面観音の像に掛けたあと、その香水を男天で単身六背の歓喜天の像にかける。障疑を起こすビナヤキャをなだめ、供養する法でもある。また聖天行者、信者はかならず聖天に対しての勤行、修法の際に軍茶利明王、十一面観音の真言を唱えることが必須である。

## 供物

### 歓喜団・歓喜丸・団喜
歓喜天に供えることに因み、この名前が付いた菓子である。主に歓喜団（かんぎだん）歓喜丸（かんぎがん）、または略称で団喜（だんき）などと呼ぶ。形状は、単体多臂像の歓喜天（男天）が巾着袋（砂金袋）を手にしているため、その巾着袋を模したものといわれている。
本来はモーダカ（modaka）と呼ばれるインド料理とされ、日本では歓喜天・双身毘沙門天への定番の供物になる。経典中には歓喜団の名が記され、材料や作り方についてはさまざま示される。
平安時代中期成立の『和名類聚抄』の飯餅類では「歓喜団、一名団喜」と記し、八種唐菓子の一種として紹介している。江戸時代中期の公卿、近衛家熙は著書で歓喜天の祭り日にある餅を包んで揚げた料理は歓喜団であると載せ、京都の菓子屋では飴を包み油で揚げた菓子を歓喜天への供物として売っていたことから、これは清浄歓喜団のことだという。現在でも京都市の「亀屋清永」が通年菓子にて清浄歓喜団を販売し、今日に遺風を伝えている。
- 蘇・蜜・麺・干薑・クルミ・石榴・苺など11種の材料を混ぜて作るとされ、また、調伏・息災など祈願の目的によっても種類が違うという説がある。今では、米粉を水で混ぜて、平たい餅にして、中に小豆粉、切った串柿、薬種を入れて油で揚げる。形は、端をひねって、石榴（ざくろ）の形に模す。
- 吉祥果の実を表し、白米の粉を練って、小豆の餡を包んで、上を八弁の花のようにして、巾着のように絞り、油で揚げる。福徳を包み込んでいる巾着を表しているという。小豆の餡は愛念を表し、白米の衣は純浄の智光を意味する。上の八弁は八苦を除いて、八福に浴し、その利益を表すとされる。[25]
- 『倭名類聚抄』では歓喜団の食材に「涅槃経云」と、酥、蜜、薑、胡椒、蓽、茇、葡萄、胡桃、石橊（ザクロ）、などを挙げ、これを「和合（調合）」すると経典からの記述がある[23]。

### 酒・大根
聖天供（歓喜天供）に供物として、歓喜団・歓喜丸と共に、酒・大根（蘿富根、らふこん）が一緒に供えられる。

## 梵字
種子はगः（gaḥ、ギャク）。

## 真言
Oṃ hrīḥ gaḥ hūṃ svāhā

オーム　ह्रीः （十一面観世音菩薩の種子） गः（歓喜天の種子） हूंअहूं （軍荼利明王の種子） スヴァーハー

オン　キリ（キリク）　ギャク　ウン　ソワカ
『瑜伽悉地品秘要』では、儗哩（キリ）は、観世音菩薩の種子字で、毘那夜迦（Vināyaka）が障礙を作さないようにし、虐（ギャク）は、毘那夜迦神の種子で、此常随魔也（此れ魔を随う也）とされ、唯有観世音及軍荼利菩薩　能除此毘那夜迦難也（唯だ観世音及び軍荼利菩薩有らば、能（よ）く此の毘那夜迦の難を除く也）と説かれている。
- 大聖歓喜双身大自在天毘那夜迦王帰依念誦供養法（三蔵沙門善無畏訳）
  - 心中咒（増益）
Oṃ hrīḥ gaḥ gaḥ
オン　キリ　ギャク　ギャク
  - 心中心咒（調伏）
Oṃ gaḥ gaḥ hūṃ phaṭ
オン　ギャク　ギャク　ウン　ハッタ

- 毘那夜迦那誐缽底瑜伽悉地品秘要（含光記）
  - 調伏真言
Oṃ gaḥ gaḥ hūṃ svāhā
オン　ギャク　ギャク　ウン　ソワカ

- 大聖歓喜天使咒法経
  - 一字咒
Oṃ gaḥ gaḥ hrīḥ oṃ ha hūṃ phaṭ
オン　ギャク　ギャク　キリ　オン　カ　ウン　ハッタ

## 陀羅尼
- 大聖歓喜天使咒法経（南天竺国三蔵沙門菩提流支訳）
  - ナ モ　ビ ナ ヤ キャ シャ　カ シツチ ボ キャ シャ タ ニャ タ ア チャ ナ チャ シュ バ テイ ヤウ シツダン キャ ヤ シバ タ ハ ヤ バ ダ サ シャ ヤ バ リ バ チ　ソワ カ

## 俗信・迷信
歓喜天は利益もさることながら恐ろしい神として畏怖されてきた。
行者の羽田守快が収集した話では、「京都のある老舗の主人が怖いものを聞かれ、『一に聖天さん、二に税務署はんでんな』と答えた」「正しい行法の伝授を受けず、聖天供を行ったある大学教授が不思議なやけどを負って死亡した」等、最近でも恐ろしさを伝える話が残っているという。
聖天は参拝した人々の願いを叶えるために、午前中にその人々の所を廻っているため、午後に参拝すると寺院に聖天がいないという。

## 歓喜天を祀る日本各地の主な寺院

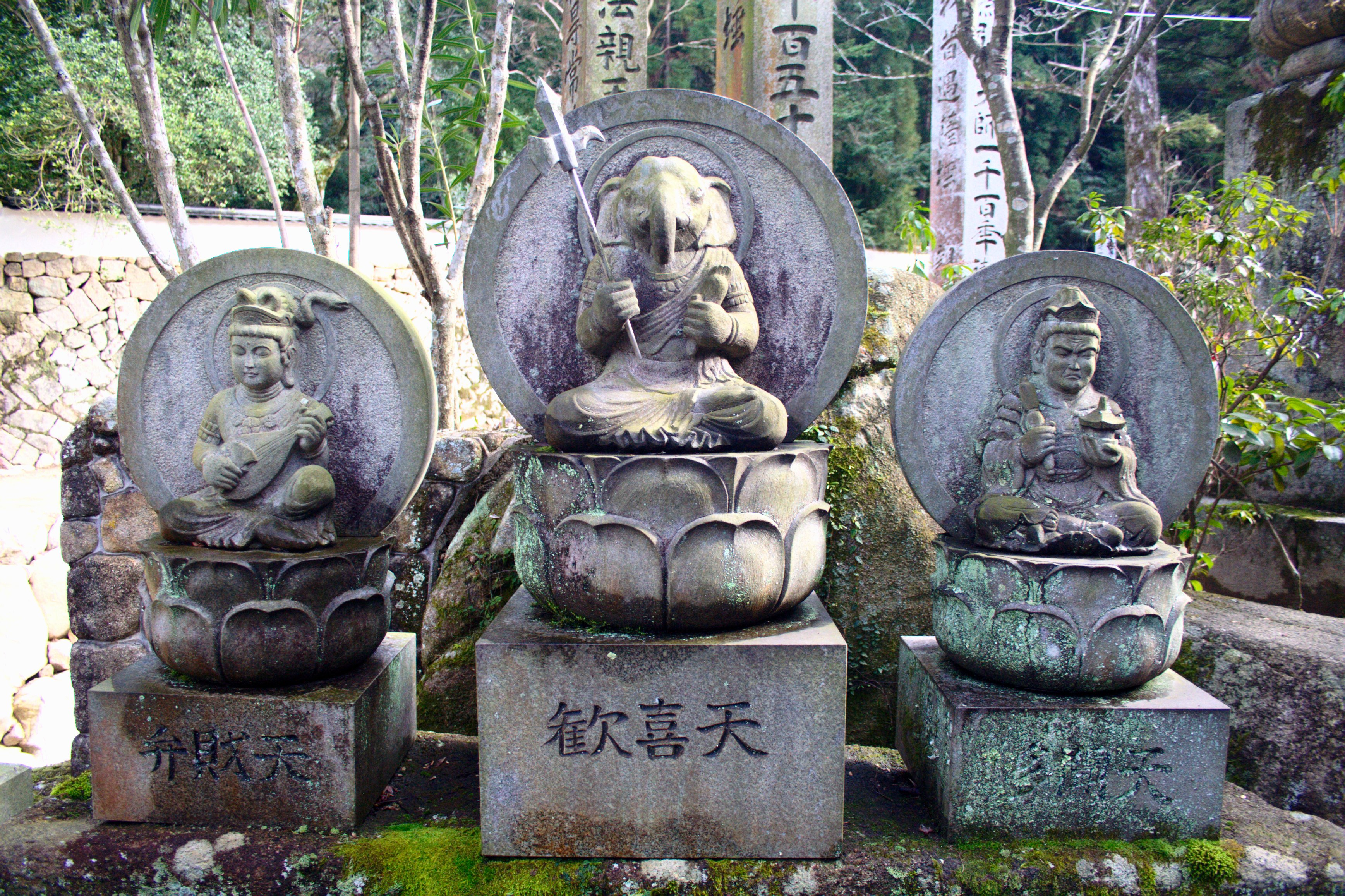
弁才天と毘沙門天の間にいる歓喜天
（大聖院）

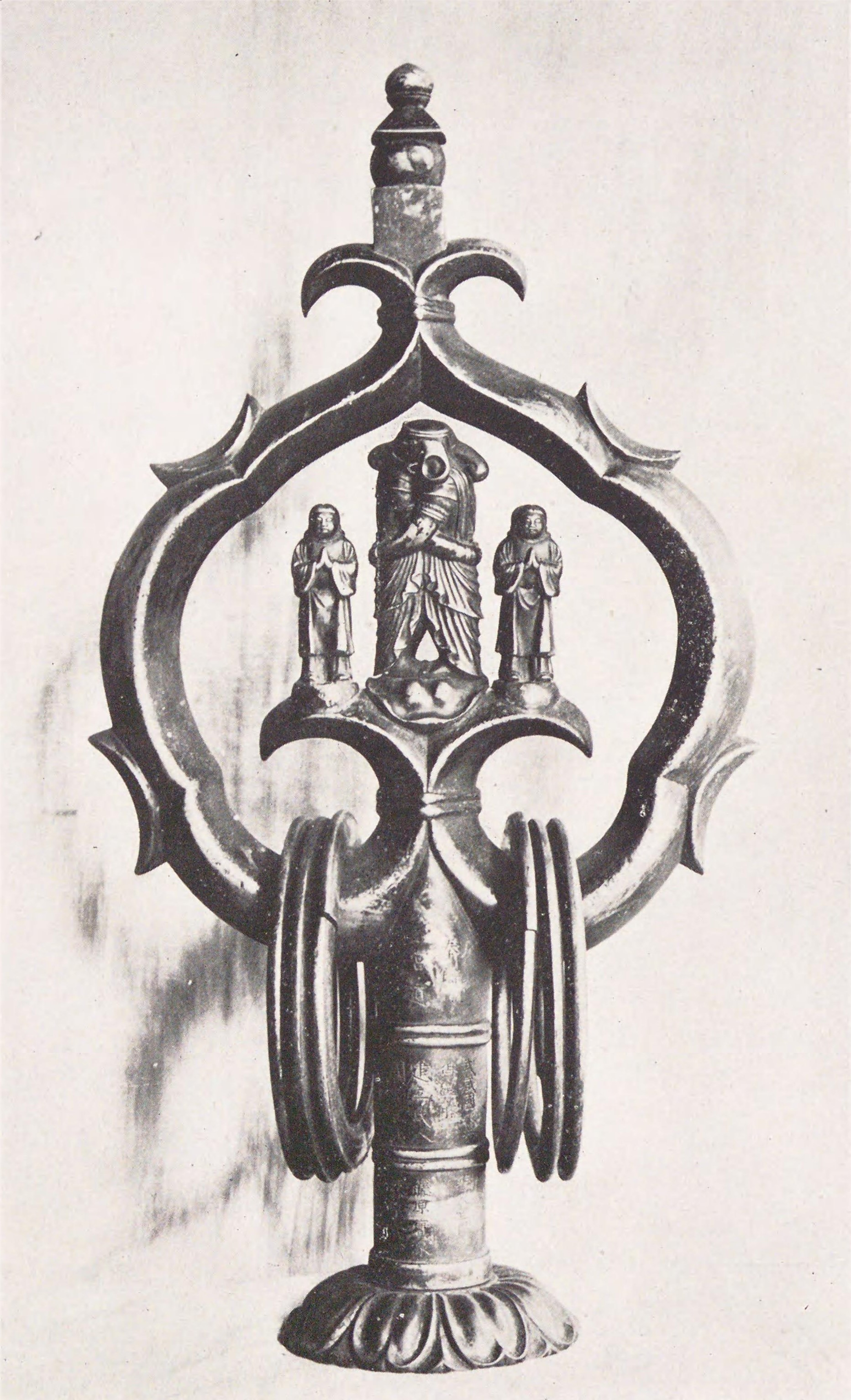
埼玉県熊谷市・歓喜院所蔵の錫杖頭（重要文化財、同寺の秘仏本尊）、中心に歓喜天と二童子の像を鋳出す。

- 三光寺（栃木県那須郡那須町）- 三大聖天の一つともされ、8月19日にお祭りがある[32][33]
- 太子山天明寺 (前橋市)（群馬県前橋市）- 清里聖天
- 歓喜院（埼玉県熊谷市）- 妻沼聖天、別名「埼玉日光」（国宝に指定された本殿を有し、歓喜天の像を表した御正躰錫杖頭（国の重要文化財）を秘仏本尊として祀り、数十年に一度公開している）[34]
- 本龍院（東京都台東区）- 待乳山聖天
- 柳井堂心城院（東京都文京区）- 湯島聖天[35]
- 醫光山安養寺（東京都新宿区）- 神楽坂聖天[36]
- 明雅山明王院燈明寺（東京都江戸川区）- 平井聖天[37]
- 氷川山金蔵院（東京都目黒区）- 目黒の歓喜天（大聖歓喜天）さん
- 高幡山金剛寺（東京都日野市）- 平安時代木彫歓喜天像、奥殿安置。
- 弘明寺（神奈川県横浜市）- 大聖歓喜天(聖天)、奥の院安置。
- 足柄山聖天堂（静岡県小山町）- 足柄聖天
- 福生院（愛知県名古屋市中区）- 袋町お聖天
- 大福田寺（三重県桑名市）- 桑名聖天、桑名の聖天さん[38]
- 最乗院（滋賀県大津市）- 比叡大聖天
- 双林院（京都府京都市山科区）- 山科聖天[39]
- 随心院（京都府京都市山科区）- 毎月1日と16日に浴油祈祷
- 雨宝院（京都府京都市上京区）- 西陣の聖天さん[40]
- 香雪院（京都府京都市東山区）- 東山聖天[41]
- 覚勝院（京都府京都市右京区）- 嵯峨聖天[42]
- 嘉祥寺（京都府京都市伏見区）- 深草聖天[43]
- 宝寿寺（京都府宇治市）- 御蔵山聖天
- 光明山聖法院（京都府木津川市）- 銭司（ぜず）聖天[44]
- 観音寺（京都府乙訓郡大山崎町）- 山崎聖天[45]
- 了徳院（大阪府大阪市福島区）- 福島聖天（浦江聖天）[46]
- 正圓寺（大阪府大阪市阿倍野区）- 天下茶屋の聖天さん
- 聖宝寺（大阪府高石市）- 高石聖天
- 西江寺（大阪府箕面市）- みのおの聖天さん[47]　役行者による日本最初の歓喜天霊場とされる
- 歓喜山善福寺（大阪府箕面市）- 一福聖天（粟生谷聖天）
- 東楽寺（兵庫県豊岡市）- 豊岡聖天
- 安楽寺（兵庫県西宮市）- 名塩の聖天さん
- 興隆寺（兵庫県神戸市北区）- 大池聖天[48]
- 弘聖寺（兵庫県神戸市長田区）- 長田聖天[49]
- 如法寺（兵庫県明石市大久保町）- 森の聖天様　春に毎年聖天祭
- 宝山寺（奈良県生駒市）- 生駒聖天
- 櫻本坊（奈良県吉野郡吉野町）- 吉野聖天[50]
- 千手寺（岡山県岡山市北区）- 吉備聖天
- 聖天山歓喜寺龍蔵院（広島県広島市東区）- 牛田聖天
- 大聖院（広島県廿日市市）
- 両城山観音寺（広島県呉市）- 11月1日に浴油供
- 永安寺（石川県金沢市）- 加賀の聖天さん　毎月1日から7日まで油浴供養、毎年4月に聖天大祭
- 相応院（岐阜県高山市）- 髙山聖天
- 八栗寺（香川県高松市）- 四国八十八箇所霊場、木食以空が東福門院から賜った伝・弘法大師作の歓喜天を祀る
- 繁多寺（愛媛県松山市）- 四国八十八箇所霊場、4代将軍家綱の念持仏三体の一つである歓喜天を祀る
- 定福寺（高知県長岡郡大豊町）- 粟生聖天　毎年11月10日から16日まで浴油祈祷